# Jef van Hoof
Jef ou Jozef Van Hoof, né à Anvers le 8 mai 1886 et mort le 24 avril 1959 , dont le nom complet est Josephus Bonifacius Emilius Michaël Van Hoof, est un compositeur flamand de la fin de l'ère romantique.

## Biographie
Van Hoof est le fils du sacristain et organiste de l'église Saint-Michel d'Anvers, Frans Van Hoof.  Il étudia au Conservatoire royal d'Anvers (la Vlaamsche Muziekschool) sous la direction de Jozef Huybrechts, de Paul Gilson et d'August De Boeck (harmonie), de Jozef Callaerts et d'Arthur De Hovre (orgue), de Jozef Bosiers (piano) et de Lodewijk Mortelmans (contrepoint et fugue).  Il subit également l'influence de Peter Benoit.
Ses premières compositions devinrent connues du public à partir de 1903.  Ses premiers chants de guerre datent de 1906.  En 1909, il écrivit la chanson Groeninghe sur des paroles de Guido Gezelle et il reçut le Prix de l'Algemeen Nederlands Verbond (Union générale néerlandaise).  Il remporta le deuxième Prix de Rome, en 1911, avec la cantate Tycho Brahé.  Il était un grand partisan du mouvement pour une musique flamande dans le sillage de Peter Benoit.  À cette époque, ses activités musicales étaient intensément associées à celles d'organisations liées au mouvement flamand, comme l'ANV, la Ligue nationale flamande (Vlaams Nationaal Verbond) et la Garde de Groeninghe (la Groeningerwacht), qu'il cofonda et dont il dirigea le chœur d'hommes.  Il fut également cofondateur de la Société des compositeurs flamands (1922), des Concerts flamands (1926) et de la Fanfare nationale flamande (1930).
Sa composition chorale Oproep, dont les paroles sont de Nico Gunzburg, fut exécutée lors de l'ouverture de l'université néerlandisée de Gand en 1916.  La même année, Van Hoof succéda à son père en tant qu'organiste titulaire de l'église Saint-Michel d'Anvers.  Ses sympathies activistes lui valurent son arrestation après la guerre et une condamnation à une peine de huit mois.  Après avoir purgé cette peine, il donnait des cours privés et organisait des concerts auxquels il jouait du piano.
Après 1920, il demeurait actif dans des organisations nationalistes flamandes telles que le Vlaams Nationaal Verbond.  Il fut chef d'orchestre lors des pèlerinages de l'Yser et des célébrations de la bataille des Éperons d'or, et il mit en musique d'autres chants de guerre.  En 1924, il enseigna l'harmonie et la composition à l'école de carillon de Malines et, en 1936, il devint enseignant au Conservatoire royal d'Anvers.
En 1933, il fut cofondateur de la Fête nationale flamande du chant (Vlaams Nationaal Zangfeest), qu'il dirigea jusqu'en 1936.
Début 1942, il fut nommé directeur du Conservatoire, succédant à Flor Alpaerts.  Son adversaire était Lodewijk De Vocht, mais la candidature de Van Hoof l'emporta grâce au soutien d'éminents flamingants comme Cyriel Verschaeve.  Inévitablement, il dut donner sa démission après l'arrivée des alliés, et il fut condamné à un an de prison.
À plusieurs reprises, il fit office de chef d'orchestre, y compris lors de la Journée de la chanson flamande en 1953 et lors de la Journée flamande de l'Exposition universelle de 1958.

## Œuvres
Van Hoof composait de la musique de chambre, des œuvres symphoniques, des chansons, de la musique sacrée, des pièces pour piano et des pièces d'orgue (en tout 280 titres).
Sa renommée auprès du grand public repose surtout sur des chants de guerre, entre autres :
- Het Lied van het Recht (1901), paroles de Pol De Mont ;
- 't Is stille (1903), sur un poème de Guido Gezelle ;
- Ruiterliedeken (1907) ;
- Groeninghe, sur un poème de Guido Gezelle (1909) ;
- Landelijke stemming (1910) ;
- Vlaanderen (1912), paroles de A. Michielsen ;
- Hoe stille is 't (1913), sur un poème de Guido Gezelle ;
- Vijf liederen van het Vlaamse vaderland ;
- Daar is maar één Vlaanderen (1917), paroles de René De Clercq ;
- Toeristenlied, paroles de René De Clercq ;
- Psalm (1917), sur un poème d’Albrecht Rodenbach ;
- Ouverture Willem de Zwijger, pour chœur et orchestre ;
- Rodenbach ter ere, cantate ;
- O Kruis van den IJzer ;
- Zes Dietsche Liederen ;
- Groeningerwacht (1925), paroles de Pol De Mont ;
- Nachtdeun, paroles d'Alice Nahon ;
- De lotusbloem, paroles d'Angèle De Bremaeker.

Dans la seconde partie de sa vie, Van Hoof composait surtout de la musique sacrée.
Parmi ses compositions :
- six symphonies ;
- deux suites symphoniques ;
- Concertino pour violon et orchestre (1956) ;
- deux quatuors à cordes ;
- Synfoniëtta voor koper, pour cuivres (1932) ;
- Missa de Deo (1937) pour chœur mixte, cuivres et percussions ;
- Te Deum (1949) pour chœur mixte et ensemble de cuivres.

Van Hoof a également composé des opéras :
- Meivuur (1916) – livret de Pol De Mont ;
- Vertraagde film (1926) - livret de Herman Teirlinck ;
- Jonker Lichthart (1928) - livret d'Edgard Denhaene.

La plupart de ses œuvres ont été publiées par la maison d'édition musicale De Crans, fondée par lui-même en 1917.  Les manuscrits appartiennent pour la plupart aux Archives et musée de la vie culturelle flamande à Anvers (AMVC).

## Source
- (nl) Cet article est partiellement ou en totalité issu de l’article de Wikipédia en néerlandais intitulé « Jef Van Hoof » (voir la liste des auteurs).